# Sankt Olofs kyrka, Lund
Sankt Olofs kyrka var en katolsk kyrka i Lund som låg strax utanför Lunds stadsvall vid den norra infarten till staden, vid den nuvarande Allhelgonakyrkan. Det exakta läget har inte hittats, men däremot medeltida gravar från delar av kyrkogården, bland annat 2004 och 2017.
Kyrkan var helgad åt Olof den helige, den norske kungen Olav Haraldsson, som dog 1020 vid slaget vid Stiklestad i Norge. Den tillhörde mot slutet av medeltiden Allhelgonaklostret. 
Sankt Olofs socken omfattade under medeltiden hemman i norra delen av staden, men också den dåtida landsbyn Götstorp.
Kyrkan revs efter reformationen i Danmark 1536.